# Big Sky Airlines
Big Sky Airlines – amerykańska regionalna linia lotnicza z siedzibą w Billings, w stanie Montana. W 2008 linia lotnicza zawiesiła operacje.